# Zachary Onyonka
Zachary Theodore Onyonka (* 28. Februar 1939 in Meru, Provinz Eastern, Kenia (nach anderen Angaben: 1942 in Bogeka, Kisii County, Provinz Nyanza); † 22. Oktober 1996 in London) war ein kenianischer Politiker, der unter anderem von 1987 bis 1988 Außenminister war.

## Leben

### Studium, Abgeordneter und Minister unter Präsident Kenyatta
Onyonka besuchte nach der Mosocho Primary School von 1947 bis 1952 sowie der Nyabururu Intermediate School zwischen 1952 und 1954 die St. Mary’s Secondary School in Yala und absolvierte anschließend zwischen 1960 und 1962 ein Studium an der Interamerican University of Puerto Rico. Ein anschließendes postgraduales Studium der Wirtschaftswissenschaften an der Syracuse University von 1962 bis 1966 beendete er zunächst mit einem Master of Science (M.Sc.) und dann mit einem Doctor of Philosophy (Ph.D.). Nach seiner Rückkehr nach Kenia unterrichtete er zwischen 1967 und 1969 als Lecturer Wirtschaftswissenschaften an der University of Nairobi.
Er wurde bei den Wahlen von Dezember 1969 als Kandidat der Kenya African National Union (KANU) erstmals zum Mitglied der Nationalversammlung gewählt und vertrat in dieser bis zu den Wahlen 1988 den Wahlkreis Kitutu West.
Unmittelbar nach seiner Wahl wurde er im Dezember 1969 als Minister für Wirtschaftsplanung und Entwicklung in die Regierung von Präsident Jomo Kenyatta berufen und übernahm bei einer Regierungsumbildung im Oktober 1970 die Leitung des Ministeriums für Information und Rundfunk, ehe er im Januar 1973 Gesundheitsminister wurde.
Nach seiner Wiederwahl zum Mitglied der Nationalversammlung 1974 wurde er Bildungsminister und bekleidete dieses Amt bis Juli 1976. Im Juli 1976 wurde er von Präsident Kenyatta zum Minister für Kultur und soziale Dienste ernannt.
Neben seiner politischen Tätigkeit war er auch als Unternehmer tätig und betrieb unter anderem von 1975 bis 1978 in Nairobi eine Bäckerei.

### Minister unter Präsident arap Moi
1979 wurde er im Wahlkreis Kitutu West wieder zum Mitglied der Nationalversammlung gewählt und wurde vom neuen Präsidenten Daniel arap Moi wieder zum Minister für Wirtschaftsplanung und Entwicklung ernannt. Dieser betraute ihn am 23. April 1980 auch mit der Wahrnehmung der Geschäfte des Ministers für genossenschaftliche Entwicklung. 1986 gründete er in seiner Heimatprovinz die Privatschule Mosocho Academy.
Im Juni 1987 wurde er als Nachfolger von Elijah Mwangale zum Außenminister ernannt und bekleidete dieses Ministeramt bis zu seiner Ablösung durch Robert Ouko 1988. Während seiner Amtszeit als Minister wurde er zeitweilig wegen der Ermordung von Ouru Ndege verhaftet und angeklagt. Bei den Wahlen 1988 wurde er im neu geschaffenen Wahlkreis Kitutu Chache zum Mitglied der Nationalversammlung gewählt und gehörte dieser bis zu seinem Tod an. 
Nach der Wahl 1988 wurde er Minister für Planung und nationale Entwicklung im Kabinett arap Moi und war dort zuletzt bis zu seinem Tod Minister für Forschung, technische Ausbildung und Technologie.
Nach seinem Tod im Londoner London Bridge Hospital wurde Jimmy Nuru Ondieki Angwenyi in diesem Wahlkreis zum Mitglied der Nationalversammlung gewählt.
Sein Sohn Richard Momoima Onyonka ist ebenfalls Politiker und Mitglied der Nationalversammlung für den Wahlkreis Kitutu Chache.